# Coryanthes macrocorys
Coryanthes macrocorys là một loài lan.